# NGC 43
NGC 43 este o galaxie lenticulară din constelația Andromeda. Are un diametru de aproximativ 27 de kiloparseci și a fost descoperită de către John Herschel în anul 1827.